# Görele
Görele est une ville et un district de la province de Giresun dans la région de la mer Noire en Turquie.

## Personnalités
- Feridun Sinirlioglu, ministre de la Défense.